# 講談社野間記念館

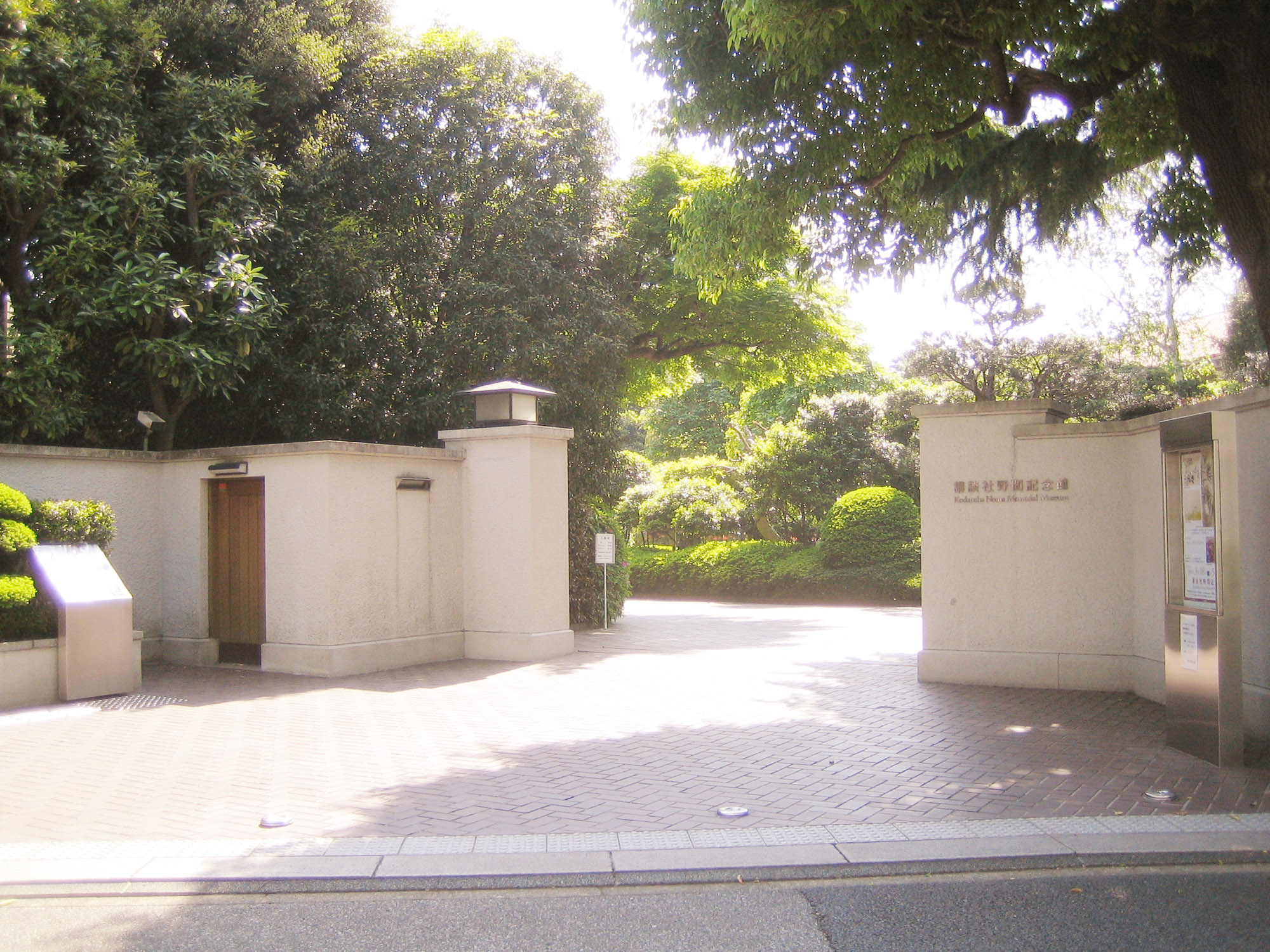
講談社野間記念館

講談社野間記念館（こうだんしゃのまきねんかん）は、東京都文京区関口2丁目にある美術館。講談社創業90周年を記念して、2000年4月に設立された。講談社の初代社長である野間清治が集めた「野間コレクション」と呼ばれる美術品をはじめ、同社の出版事業に関係する出版文化遺産なども展示されている。
2019年7月16日より、施設建て替えのため、休館している。